# Blyghet

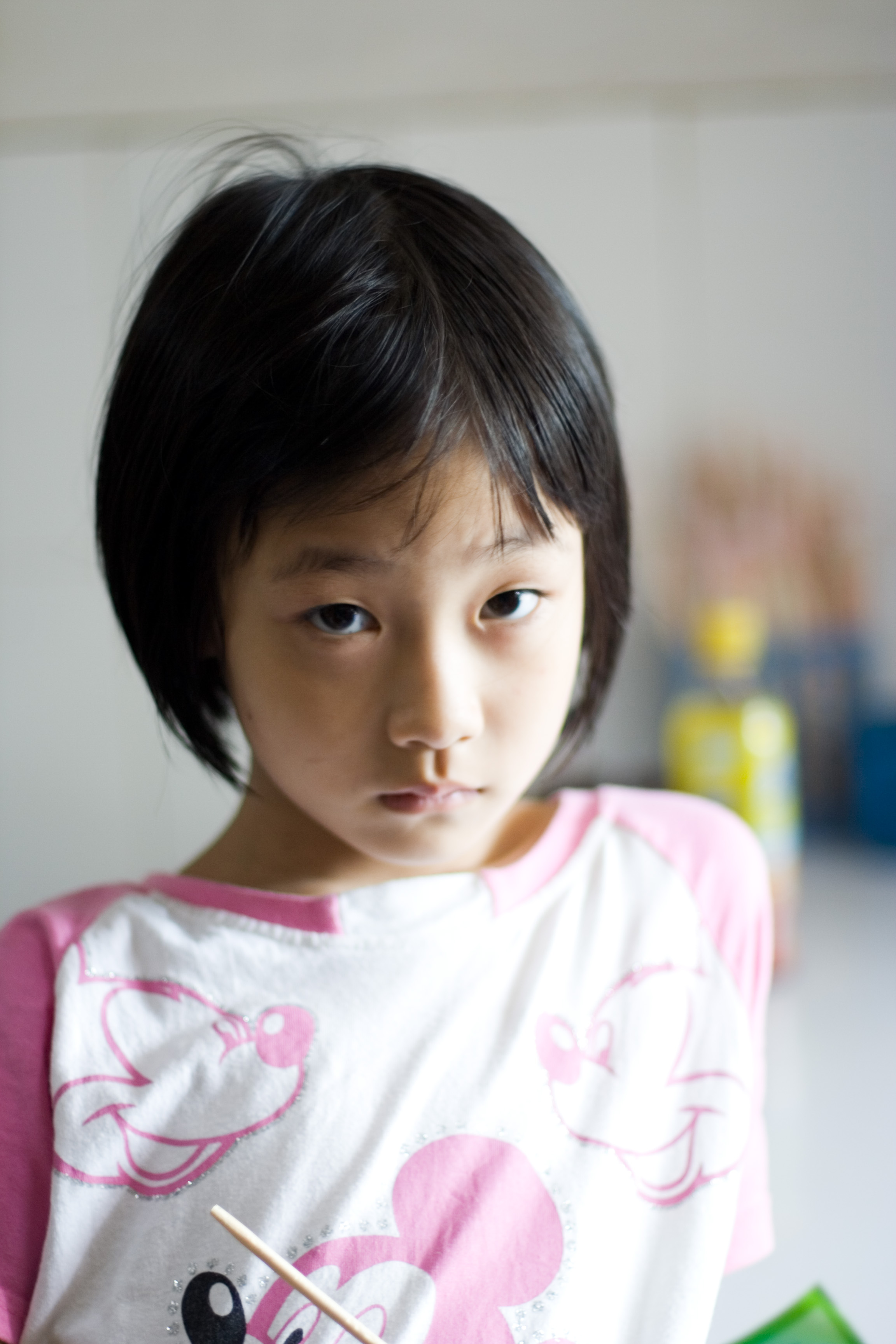
Blyg flicka.

Blyghet, är en känsla som innebär osäkerhet inom socialt umgänge, och uppstår mest sannolikt i nya situationer eller tillsammans med okända människor. I svåra fall kan det hindra en person i hans eller hennes mest kända situationer och relationer också.
Blyga människor försöker att hålla sig i bakgrunden och synas så lite som möjligt, och tycker oftast det är jobbigt när för mycket uppmärksamhet riktas emot dem. Att visa känslor kan vara svårt för den enskilde.
Blyghet kan blekna med tiden, till exempel ett barn som är blygt mot främlingar, kan så småningom förlora denna egenskap när det blir äldre och socialt skickligare. Detta sker ofta i tonåren eller ungdomsåren (vanligen kring 13 år).
I vissa fall, dock, kan den bli ett integrerat och livslångt karaktärsdrag.
Människor upplever blyghet i olika grader och på olika områden. 
Till exempel kan en skådespelare vara högljudd och djärv på scenen, men blyg i en intervju.

## Symptom

### Beteendesymptom
- Pratar lite eller inte alls.
- Stammar.
- Lite eller ingen ögonkontakt.
- Står inte i närheten av andra.
- Pratar tyst.

### Fysiska symptom
- Rodnad.
- Muskelspänning.
- Svett.
- Hjärtfrekvensen ökar.
- Illamående, orolig mage eller "fjärilar i magen".
- Skakning.
- Muntorrhet.

### Psykologiska symptom
- Förlägenhet.
- Negativa tankar ("Varför gjorde jag så för?", "Jag är värdelös").
- Rädsla för att bli dömd av andra.
- Rädsla för att bli glömd eller avvisad.
- Överdriven oro.
- Genans.
- Ångest.
- Dålig självkänsla.
- Nedstämdhet.

Blyg blir vissa till exempel när en eller flera människor tittar extra mycket på en. Det kallas att man blir generad och vissa till och med rodnar i ansiktet. 
En annan känsla är att man känner sig varm i kroppen och osäker. Blyghet förekommer vid till exempel kärlek, umgänge eller vid en sak som man tycker är extra viktig.
Extrem blyghet är en av flera riskfaktorer för Social fobi
.

## Forskning

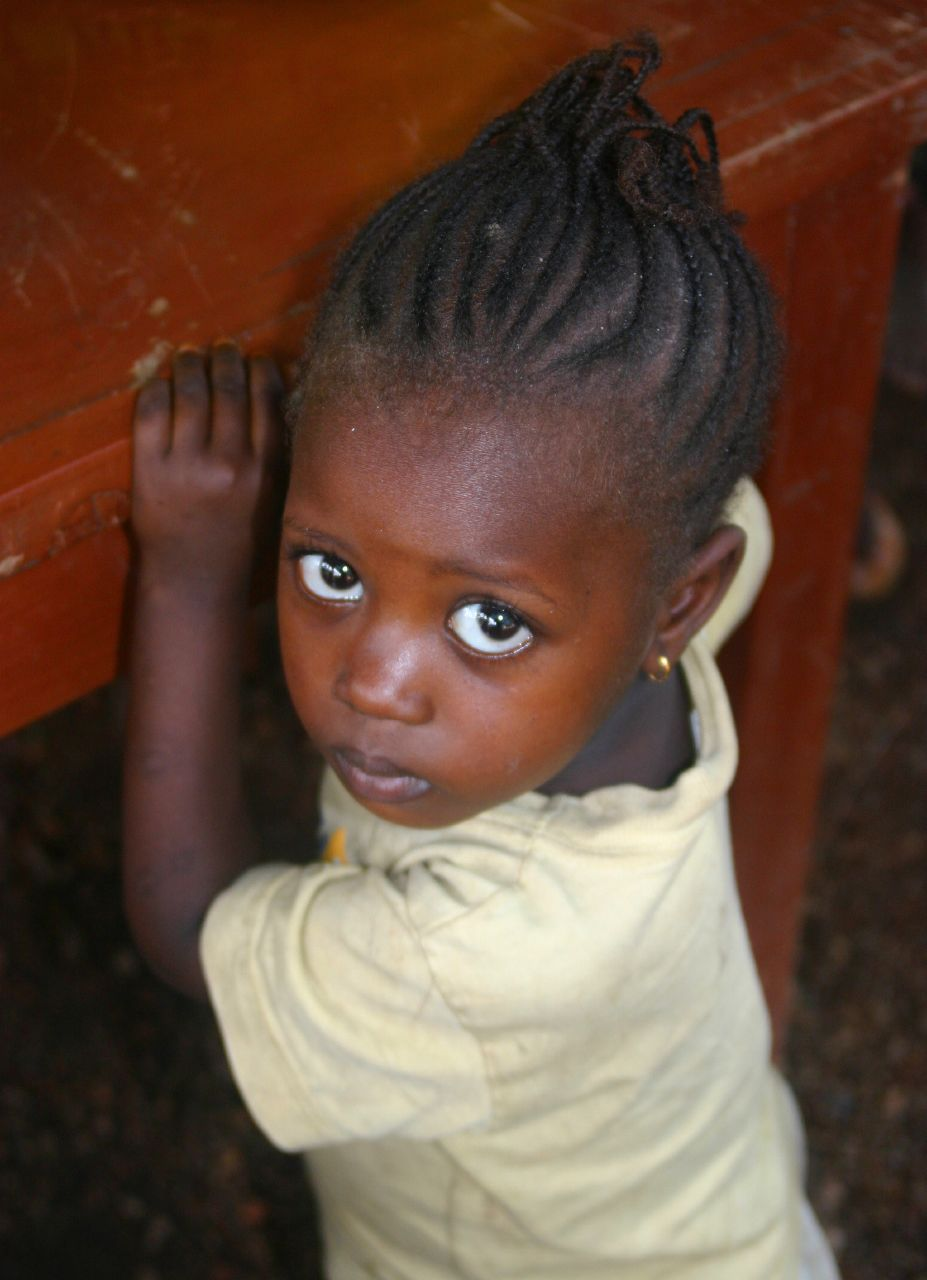
Blyg flicka.

Blyghet kan komma från genetiska egenskaper.
Forskning om blyghet har dock fått en mindre mängd uppmärksamhet, även om papper på den biologiska grunden för blyghet går tillbaka till 1988.
Viss forskning har visat att blyghet och aggression är närstående, genom långa och korta former av genen DRD4, men betydligt mer forskning om detta behövs.
Vidare har det föreslagits att blyghet och social fobi (skillnaden mellan de två blir allt mer oklar) är relaterade till tvångssyndrom.
Som med andra studier av beteendegenetik, är forskning om blyghet komplicerat på grund av alla gener som är involverade, och förvirringen i att definiera fenotypen.
Att namnge fenotypen - och översättning av termer mellan genetik och psykologi - orsakar också problem.
Flera genetiska kopplingar är aktuella forskningsområden. 
En är serotonintransportören promotorregion polymorfism (5-HTTLPR), den långa formen som har visat sig vara måttligt korrelerat med blyghet hos barn i grundskolan.
Tidigare studier har visat samband mellan denna sorts gen och både tvångssyndrom och autism.
En annan gen, dopamin D4-receptorn gen (DRD4) exon III polymorfism, hade varit objektet för studier i både blyghet och aggression, och är för närvarande objektet för studier i den "nyhetssökande" egenskapen.
En studie från 1996 i ångestrelaterande egenskaper (blyghet är en av dessa) påpekade att: "Trots att tvillingstudier har visat att den individuella variationen i åtgärder till ångestrelaterade personlighetsdrag är 40-60% ärftligt, har ingen av de revelanta generna ännu identifierats" och att "10 till 15 gener kan förutsägas att delta" i ångestegenskapen.
Framsteg har gjorts sedan dess, framför allt i att identifiera andra möjliga gener involverade i personlighetsdrag, men det har gjorts litet framsteg vad gäller att bekräfta deras relationer.
Senare forskning har visat att man även kan prata om "positiv blyghet", där osäkerheten inom sociala sammanhang är en försvarsmekanism för att inte i onödan väcka uppmärksamhet som kan leda till socialt utanförskap.

## Blyghet som patologi
Blyghet som en psykisk sjukdom gjorde sin debut som "social fobi" i DSM-III 1980, men beskrevs då som sällsynt.
Men år 1994, när DSM-IV publicerades, hade social fobi blivit extremt vanligt.